# Неботов Олександр Андрійович
Олександр Андрійович Неботов (27 квітня 1907, село Авдіївка, тепер місто Донецької області — 7 березня 1962, місто Харків) — український радянський діяч, ректор Харківського юридичного інституту імені Дзержинського, секретар Сталінського і Кіровоградського обкомів КП(б)У. Кандидат історичних наук (з 1948 року).

## Життєпис
Народився в родині робітника-шахтаря.
У 1923—1924 роках — вибірник породи, у 1924—1925 роках — розсильний, у 1925—1926 роках — чорнороб, у 1926—1927 роках — десятник шахти № 8/9 селища Щегловка на Донбасі.
Член ВКП(б) з 1925 року.
У 1927—1929 роках — слухач Сталінської окружної радянсько-партійної школи.
У 1929—1930 роках — інструктор Сталінського окружного комітету Спілки гірничих робітників.
У 1930—1932 роках — слухач Вищої школи профспілкового руху при ВЦРПС у Москві.
У 1932—1933 роках — інструктор Всесоюзного навчального комбінату в місті Артемівську Донецької області. У 1933—1934 роках — голова рудничного комітету профспілки гірняків Щегловського району Донецької області.
У 1934—1936 роках — студент Інституту кадрів Інституту червоної професури. У 1936—1938 роках — студент Інституту червоної професури в Москві.
У 1938 році — інструктор відділу керівних партійних органів ЦК КП(б)У. З березня до 3 серпня 1938 року — відповідальний організатор відділу керівних партійних органів ЦК КП(б)У по Житомирській області.
У серпні 1938—1941 роках — заступник завідувача відділу партійної пропаганди і агітації ЦК КП(б)У.
З грудня 1938 року — редактор газети «За більшовицьку пропаганду та агітацію» (за сумісництвом).
З січня 1941 року — секретар Кіровоградського обласного комітету КП(б)У із пропаганди та агітації.
З грудня 1941 по 1943 рік — інструктор відділу пропаганди і агітації ЦК КП(б) Казахстану.
У 1943—1945 роках — виконувач обов'язків секретаря Сталінського обласного комітету КП(б)У із пропаганди та агітації.
У квітні 1945 — грудні 1949 року — секретар Кіровоградського обласного комітету КП(б)У із пропаганди та агітації.
У 1950—1961 роках — ректор Харківського юридичного інституту імені Дзержинського. У червні 1961 року у зв'язку із важкою хворобою звільнений із посади ректора і призначений доцентом кафедри марксизму-ленінізму Харківського юридичного інституту.
Автор низки публікацій юридичної та історичної тематики.

## Нагороди
- орден «Знак Пошани»
- медаль «За доблесну працю у Великій Вітчизняній війні 1941—1945 рр.»